# Sigeberge
Sigeberge est considérée comme l'une des toutes premières abbesses de Remiremont au VIIe siècle, alors que l'abbaye de Remiremont occupait encore le Saint-Mont au-dessus de l'agglomération actuelle.
Selon la tradition, elle perdit la vue à force de verser des larmes sur la Passion du Christ, et on l'appela alors Cécile (du latin cæcilia, « aveugle »).
Mais les miracles qu'on attribua à son invocation et à ses reliques dans la guérison des maladies des yeux la firent encore surnommer Claire ou Clarisse.
Elle bénéficie dans le calendrier grégorien d'une fête locale le 12 août, et est invoquée sous ses divers noms de sainte Cécile, sainte Claire ou encore sainte Clarisse,.